# Søgebor
Et søgebor, også kaldet klokkebor, telefonbor eller elektrikerbor, er et vridbor. Boret er henved 50 cm langt og 6,5 mm svært og blev brugt i første omgang til gennemboring af bjælker eller murværk, når der skulle trækkes kabler til el-installationer eller telefon. Ramte man rigtigt, kunne hullet altid gøres større.